# Приморск (Ленинградска област)
Вижте пояснителната страница за други значения на Приморск.
Приморск (на руски: Приморск) е град в Русия, разположен във Виборгски район, Ленинградска област.
Населението на града към 1 януари 2018 година е 5682 души.